# Kvong
Kvong is een plaats in de Deense regio Zuid-Denemarken, gemeente Varde. De plaats telt 219 inwoners (2008).